# تاو هونغ
تاو هونغ (بالصينية: 陶虹) هي سباح وممثلة صينية، ولدت في 15 يناير 1972 بووشي في الصين.

## أعمال

### أفلام
- (1998) الكمان الأحمر[5]

## وصلات خارجية
- تاو هونغ على موقع IMDb (الإنجليزية)
- تاو هونغ على موقع قاعدة بيانات الفيلم (الإنجليزية)